# Songfacts
Songfacts é um site dedicado à informações de canções, compiladas por entusiastas da música, profissionais de rádio e compositores, que muitas vezes são entrevistados para determinar as histórias por trás de suas canções.